# Długa Mielizna

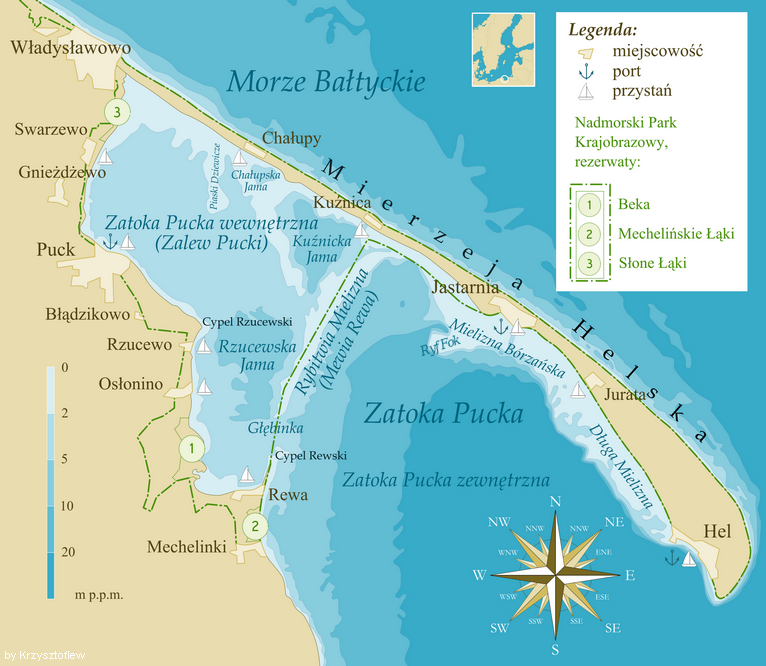
mapa Zatoki Puckiej

Długa Mielizna – mielizna położona w Zatoce Puckiej, wzdłuż południowego wybrzeża Mierzei Helskiej. Przybliżone współrzędne geograficzne 54°39'N, 18°44'E.